# Cricosaurus
Ne doit pas être confondu avec le genre Cricosaura et la sous-famille des Cricosaurinae de lézards actuels
Genre
Espèces de rang inférieur
- † C. elegans (Wagner[2], 1852) (Espèce type)
- † C. gracilis (Philips, 1871)
- † C. suevicus (Fraas, 1901)
- † C. araucanensis (Gasparini & Dellapé, 1976)
- † C. vignaudi (Frey et al., 2002)
- † C. saltillense (Buchy et al., 2006)
- † C. lithographicus Herrera et al., 2013[3]

Cricosaurus est un genre éteint de crocodyliformes métriorhynchidés carnivores, à long rostre, presque exclusivement marins.
Il a vécu du Jurassique supérieur (Kimméridgien supérieur), au Crétacé inférieur (Valanginien inférieur), soit il y a environ entre 155 et 135 Ma (millions d'années), dans ce qui est aujourd'hui l'Europe de l'ouest, en Allemagne, en France, en Suisse et en Angleterre, et l'Amérique latine (Mexique, Argentine et Cuba).

## Étymologie
Le nom de genre Cricosaurus est composé de deux mots du grec ancien cricos, « anneau » et σαῦρος -sauros, « anneau » pour donner « lézard aux anneaux » en référence à ses grandes ouvertures (fenestrae) supra-temporales circulaires.

## Historique
Le genre Cricosaurus a été inventé par Johann Andreas Wagner en 1858, pour décrire trois crânes découverts dans le Tithonien d'Allemagne et reclasser un spécimen précédemment étudié en 1852.

## Description

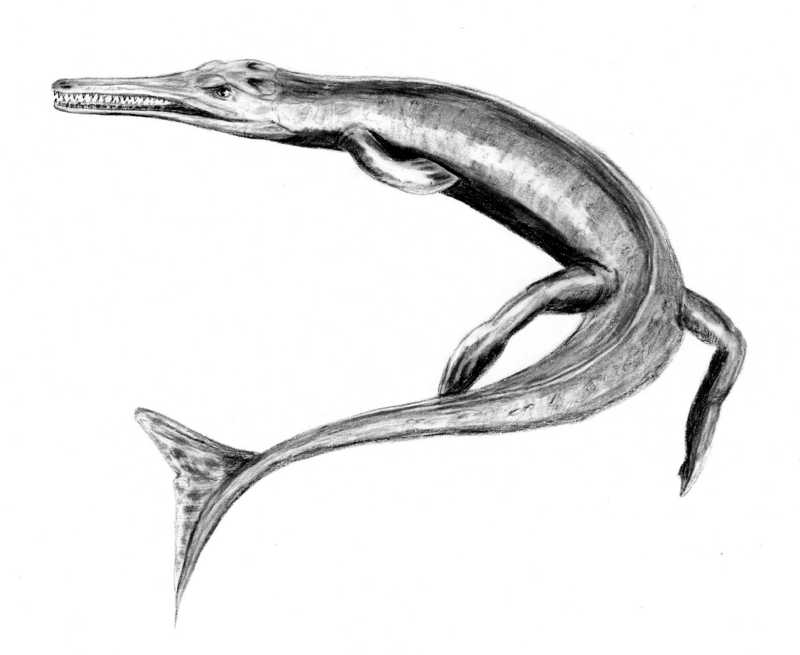
Artist's impression of C. suevicus

### Taille
Cricosaurus est un Metriorhynchoidea de taille modérée, inférieure à 3 mètres. Son corps est fuselé pour une plus grande efficacité hydrodynamique, ce qui, associé à la présence d'une nageoire caudale, en fait un excellent nageur, bien meilleur que les crocodiles actuels.

### Glandes à sel
Un ré-examen des spécimens de Cricosaurus araucanensis en 2000, a montré la présence de glandes à sel bien développées, aussi bien chez les adultes que chez les juvéniles. Celles-ci lui permettaient de « boire » de l'eau salée comme les animaux pélagiques et de manger des proies ayant la même concentration saline que l'eau de mer environnante, comme par exemple les ammonites, sans se déshydrater. 
Des glandes à sel ont également été observées chez d'autres métriorhynchidés : Metriorhynchus, Geosaurus et probablement Dakosaurus.

## Liste des espèces

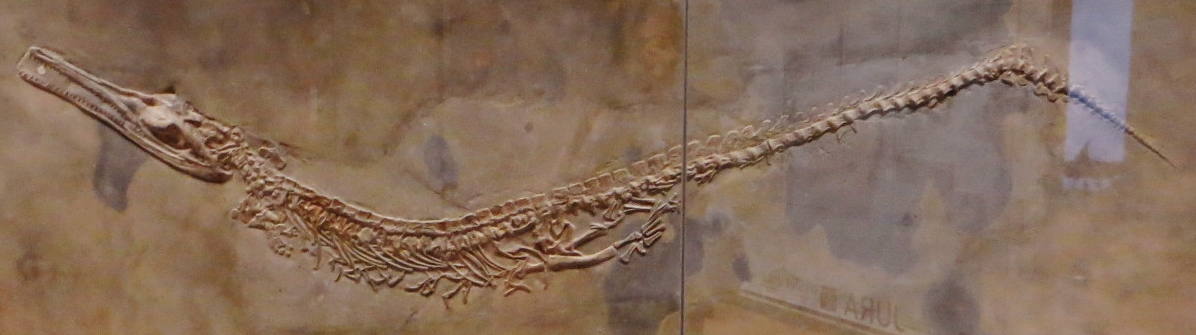
Squelette de Cricosaurus suevicus au Museum am Löwentor de Stuttgart.

### Espèces valides
- † C. elegans, l'espèce type de Wagner, découverte en Allemagne et décrite en 1858[1] ;
- † C. gracilis, nommée également Geosaurus gracilis, et décrite à l'origine en 1831 par Hermann von Meyer[12]. Elle est distinguée de Rhacheosaurus gracilis par Mark T. Young et ses collègues en 2012[6] ;
- † C. suevicus, découverte dans le Kimméridgien supérieur d'Allemagne (Bade-Wurtemberg et décrite par le paléontologue allemand Eberhard Fraas (de) en 1901, et nommée précédemment Geosaurus[13] ;
- † C. araucanensis du Tithonien d'Argentine, décrite sous le nom de Geosaurus par Gaparini et Dellapé en 1976[14], et attribuée à Cricosaurus en 2009 par Young et Andrade[4] ;
- † C. vignaudi, du Tithonien du Mexique, décrite sous le nom de Geosaurus par E. Frey et se collègues en 2002[15], et attribuée à Cricosaurus en 2009 par Young et Andrade[4] ;
- † C. saltillense, du Tithonien du Mexique, décrite sous le nom de Geosaurus par M.-C. Buchy et ses collègues en 2006[16], et attribuée à Cricosaurus en 2009 par Young et Andrade[4].

### Espèces réattribuées
- † C. medius (créée par Wagner en 1858) a été reclassée en 2009 comme synonyme junior de Rhacheosaurus gracilis par Young et Andrade[4] ;

### Autres espèces
- Un spécimen non nommé, classé comme Geosaurus, a été décrit en 2001 dans l'Oxfordien de Cuba[17]. Des études postérieures en 2009 l'identifient comme proche du genre Cricosaurus[4] ; il apparait dans le cladogramme établi par Mark T. Young et ses collègues en 2012[6] (voir ci-desous) ;
- C. lithographicus, du Tithonien d'Argentine, décrite en 2013 par Yanina Herrera et ses collègues[3].

## Paléobiologie

### Niches écologiques
Dans le calcaire de Solnhofen du Tithonien inférieur de Bavière, on retrouve dans les mêmes niveaux stratigraphiques des fossiles de quatre métriorhynchidés : Cricosaurus suevicus, Dakosaurus maximus, Geosaurus giganteus et Rhacheosaurus gracilis. Cette observation conduit à envisager une ségrégation de niches écologiques entre ces espèces qui coexistaient. Les superprédateurs étaient D. maximus et G. giganteus, de très grande taille, des espèces à museaux courts porteurs de dents crénelées. Les espèces à long museau, C. suevicus et R. gracilis se nourrissaient principalement de poissons, de plus petite taille pour Rhacheosaurus gracilis. Un téléosauridé de taille modérée, Steneosaurus était également le contemporain de ces quatre espèces. 
Dans les couches un peu plus anciennes du Plattenkalk (de) (Kimméridgien supérieur) d'Allemagne du sud, on retrouve la coexistence de Cricosaurus suevicus et Dakosaurus maximus. Le premier se nourrissait de poissons, tandis que le second était, là aussi, en position de superprédateur.

### Viviparité
Les hanches de Cricosaurus araucanensis ont une morphologie qui permet une ouverture du bassin osseux inhabituellement large. L'articulation de la hanche entre le fémur et l'acetabulum est placée très basse dans le corps par rapport à la colonne vertébrale. Les côtes sacrées forment un angle vers le bas de l'ordre de 45°, accentuant la distance entre la colonne vertébrale et l'ensemble pubis-ischium. Chez d'autres pseudosuchiens comme Steneosaurus, Machimosaurus et Pelagosaurus les côtes sacrées sont horizontales ou faiblement inclinées.
Cricosaurus ressemble ainsi à des reptiles aquatiques comme Chaohusaurus, Utatsusaurus et Keichousaurus, ce dernier étant vraisemblablement vivipare. L'hypothèse de la viviparité de Cricosaurus et des autres métriorhynchidés est privilégiée par rapport à l’oviparité selon Herrera et ses collègues en 2017.

## Classification
La validité du genre Cricosaurus a été souvent remise en cause, avec des mises en synonymie avec les genres Metriorhynchus, Geosaurus ou Dakosaurus. Les premières études phylogénétiques en 2007, remettaient même en question la monophylie du genre.
En 2009, une synthèse conduite par Mark T. Young et M. B. Andrade confirme la validité des espèces déjà rattachées à Crisosaurus et leur adjoint plusieurs espèces à long museau attribuées précédemment aux genres Geosaurus, Enaliosuchus and Metriorhynchus .

### Cladogrammes
Les cladogrammes ci-dessous montrent pour le premier la position de Cricosaurus au sein des Metriorhynchinae et, pour le second,  celle des huit espèces valides de Cricosaurus ainsi que l'espèce non nommée de Cuba. Ils ont été établis par Mark T. Young et son équipe en 2012. Le second reprend, quasiment à l'identique, celui d'Andrea Cau et Federico Fanti de 2010 :
|                | Gracilineustes                                                |
|                |                                                               |
| Rhacheosaurini | \| \| Rhacheosaurus \| \| \| \| \| \| Cricosaurus \| \| \| \| |
|                | \| \| Rhacheosaurus \| \| \| \| \| \| Cricosaurus \| \| \| \| |
|                | Rhacheosaurus                                                 |
|                |                                                               |
|                | Cricosaurus                                                   |
|                |                                                               |

|  | Rhacheosaurus |
|  |               |
|  | Cricosaurus   |
|  |               |

|                | Gracilineustes                                                |
|                |                                                               |
| Rhacheosaurini | \| \| Rhacheosaurus \| \| \| \| \| \| Cricosaurus \| \| \| \| |
|                | \| \| Rhacheosaurus \| \| \| \| \| \| Cricosaurus \| \| \| \| |
|                | Rhacheosaurus                                                 |
|                |                                                               |
|                | Cricosaurus                                                   |
|                |                                                               |

|  | Rhacheosaurus |
|  |               |
|  | Cricosaurus   |
|  |               |

|  | C. araucanensis                                                     |
|  |                                                                     |
|  | \| \| C. schroederi \| \| \| \| \| \| C. macrospondylus \| \| \| \| |
|  |                                                                     |
|  | C. schroederi                                                       |
|  |                                                                     |
|  | C. macrospondylus                                                   |
|  |                                                                     |

|  | C. schroederi     |
|  |                   |
|  | C. macrospondylus |
|  |                   |

|  | C. araucanensis                                                     |
|  |                                                                     |
|  | \| \| C. schroederi \| \| \| \| \| \| C. macrospondylus \| \| \| \| |
|  |                                                                     |
|  | C. schroederi                                                       |
|  |                                                                     |
|  | C. macrospondylus                                                   |
|  |                                                                     |

|  | C. schroederi     |
|  |                   |
|  | C. macrospondylus |
|  |                   |

|  | C. araucanensis                                                     |
|  |                                                                     |
|  | \| \| C. schroederi \| \| \| \| \| \| C. macrospondylus \| \| \| \| |
|  |                                                                     |
|  | C. schroederi                                                       |
|  |                                                                     |
|  | C. macrospondylus                                                   |
|  |                                                                     |

|  | C. schroederi     |
|  |                   |
|  | C. macrospondylus |
|  |                   |

|  | C. araucanensis                                                     |
|  |                                                                     |
|  | \| \| C. schroederi \| \| \| \| \| \| C. macrospondylus \| \| \| \| |
|  |                                                                     |
|  | C. schroederi                                                       |
|  |                                                                     |
|  | C. macrospondylus                                                   |
|  |                                                                     |

|  | C. schroederi     |
|  |                   |
|  | C. macrospondylus |
|  |                   |

|  | C. araucanensis                                                     |
|  |                                                                     |
|  | \| \| C. schroederi \| \| \| \| \| \| C. macrospondylus \| \| \| \| |
|  |                                                                     |
|  | C. schroederi                                                       |
|  |                                                                     |
|  | C. macrospondylus                                                   |
|  |                                                                     |

|  | C. schroederi     |
|  |                   |
|  | C. macrospondylus |
|  |                   |

|  | C. araucanensis                                                     |
|  |                                                                     |
|  | \| \| C. schroederi \| \| \| \| \| \| C. macrospondylus \| \| \| \| |
|  |                                                                     |
|  | C. schroederi                                                       |
|  |                                                                     |
|  | C. macrospondylus                                                   |
|  |                                                                     |

|  | C. schroederi     |
|  |                   |
|  | C. macrospondylus |
|  |                   |

|  | C. araucanensis                                                     |
|  |                                                                     |
|  | \| \| C. schroederi \| \| \| \| \| \| C. macrospondylus \| \| \| \| |
|  |                                                                     |
|  | C. schroederi                                                       |
|  |                                                                     |
|  | C. macrospondylus                                                   |
|  |                                                                     |

|  | C. schroederi     |
|  |                   |
|  | C. macrospondylus |
|  |                   |

|  | C. araucanensis                                                     |
|  |                                                                     |
|  | \| \| C. schroederi \| \| \| \| \| \| C. macrospondylus \| \| \| \| |
|  |                                                                     |
|  | C. schroederi                                                       |
|  |                                                                     |
|  | C. macrospondylus                                                   |
|  |                                                                     |

|  | C. schroederi     |
|  |                   |
|  | C. macrospondylus |
|  |                   |